# F4 (男子組合)
F4是一個台灣男子組合，成員為言承旭、吳建豪、朱孝天、周渝民。因出演2001年台湾电视剧《流星花園》而組成的偶像團體，2009年團體解散。

## 成員資料

### 現任成員
| 姓名   | 出生日期      | 英文名     |
| ------ | ------------- | ---------- |
| 言承旭 | 1977年1月1日  | Jerry Yan  |
| 吳建豪 | 1978年8月7日  | VanNess Wu |
| 朱孝天 | 1979年1月15日 | Ken Chu    |
| 周渝民 | 1981年6月9日  | Vic Chou   |

## 歷程
原本是1992年日本漫畫家神尾葉子在長篇漫畫《花樣男子》中創造出來的四位漫畫角色，是「Flower 4」的縮寫，漫畫中的F4正是青春俊美，叱吒風雲的富家子弟。
2001年，臺灣可米瑞智傳播公司將這部當時並未完結的漫畫翻拍成電視劇《流星花園》，劇中飾演F4的言承旭、吳建豪、朱孝天、周渝民的知名度開始上升。起初可米瑞智傳播公司堅持「F4」不是一個團體，只是戲劇中的一個橋段，後來應粉絲要求，宣佈以劇中的「F4」定名，正式成立男子團體。 
2002年－2003年，F4舉辦歷時4個月的世界巡迴演唱會，20場大型演唱會走遍世界各地12個城市，計約60萬人的觀眾紀錄（平均每場約三萬觀眾）。
2003年，F4成為美國《富比士》權力榜唯一入榜的台籍藝人和組合；美國新聞週刊遠赴台來訪問，形容F4是製造「亞洲之光」的台灣人使者。
2003年－2004年，F4在印尼、菲律賓、泰國等地演唱，數以萬計的演唱會門票均迅即售光，更創下華人歌手在當地演唱會的最多觀眾人次紀錄。
2005年，F4首次在日本發行唱片，創下華語唱片在日本公信榜的最高位置紀錄，帶動“華流”在日本流行。
2006年，F4接受美國有線電視新聞網訪問，成為美國CNN首次專訪的亞洲團體。
2007年－2008年，F4擔任台灣觀光局日韓地區代言人。
2007年4月28日，代言台灣觀光時因為版權問題曾使用JVKV。
2008年，F4踏上日本歌手的“聖地”日本武道館開唱，創下華語歌手於日本連開七場萬人演唱會的紀錄。
2009年，宣佈解散。
2013年1月23日，F4“合體”江蘇衛視春晚。
2020年10月28日，時隔七年F4合體，宣布加盟10月30日江蘇衛視《一千零一夜晚會》，直播现场僅吴建豪到場，其他三位为电视台通过擴增實境呈现。
2025年7月12日，F4於五月天台北大巨蛋「回到那一天巡迴演唱會」合體，和五月天合唱《流星雨》與《笑忘歌》。

## 音樂專輯
| 發行順序 | 專輯       | 發行日期 | 製作公司 | 曲目 |
| -------- | ---------- | -------- | -------- | --- |
| 1        | 流星雨     | 2001年   | 索尼     | 曲目 1. 流星雨 2. 我是真的真的很愛你 (言承旭) 3. Here We Are (朱孝天) 4. 誰讓你流淚 (吳建豪) 5. 為你執著 (周渝民) 6. 第一時間 7. 要定你 (言承旭) 8. 你不愛我愛誰 (吳建豪) 9. 愛不會一直等你 (朱孝天) 10. 最特別的存在 (周渝民)                           |
| 2        | 煙火的季節 | 2002年   | 索尼     | 曲目 1. 絕不能失去你 2. 煙火的季節 3. 愛的領域 4. 一個人的冬季 (周渝民) 5. 晴天 (朱孝天) 6. 當你是朋友 (吳建豪、朱孝天) 7. Te Amo 我愛你 8. 只有我 (言承旭) 9. 心理測驗 (吳建豪) 10. 怎麼會是你 (周渝民) 11. Ask For More 12. Can't Help Falling In Love |
| 3        | 在這裡等你 | 2007年   | 索尼     | 曲目 1. 體驗 2. 在這裡等你 3. 你是我唯一的執著 (言承旭) 4. Listen to your heart (吳建豪) 5. 殘念 (周渝民) 6. 愛不停止 (朱孝天) 7. 七天 (吳建豪) 8. 白 (周渝民) 9. 無所謂 (朱孝天) 10. 我沒有辦法離開你 (言承旭)                                          |

### 演唱會
- F4 首場演唱會「流星花園 F4 音樂派對」(2001)
- F4 新加坡 演唱會 (2002)
- F4 北京5.27大型演唱會　北京工人體育館 (2002)
- F4 Fantasy Live Concert World Tour (2002) 世界巡迴共20場 (2002~2003)
- F4 百事音樂家族慈善演唱會　香港紅磡體育館 (2003)
- F4 菲律賓演唱會　菲律賓巴石市菲律賓體育館 (2003)
- F4 美國演唱會 (2003)
- F4 Bangkok Fantasy With F4泰國演唱會　泰國曼谷Impact Arena體育場 (2004)
- F4 F4 FOREVER 4 香港紅磡演唱會　香港紅磡體育館 (2006)
- F4 JAPAN TOUR 2008 日本巡迴演唱會 共7場 (2008)
- F4 《在這裡等你》全亞洲新歌發表會　台北淡水漁人碼頭 (2008)
- F4 合體 江蘇衞視春晚獻唱《流星雨》和《第一時間》(2013)
- F4 合體 江蘇衞視《一千零一夜》晚會 並演唱《流星雨》《第一時間》(2020)
- F4 合體 擔任五月天 Mayday《#5525+1 回到那一天》台北演唱會的嘉賓，和五月天一起演唱《流星雨》《笑忘歌》 (2025)
- F4 合體 擔任五月天 Mayday《#5525+1 回到那一天》北京演唱會的嘉賓，和五月天一起演唱《流星雨》《笑忘歌》 (2025)